# Autobiografický román

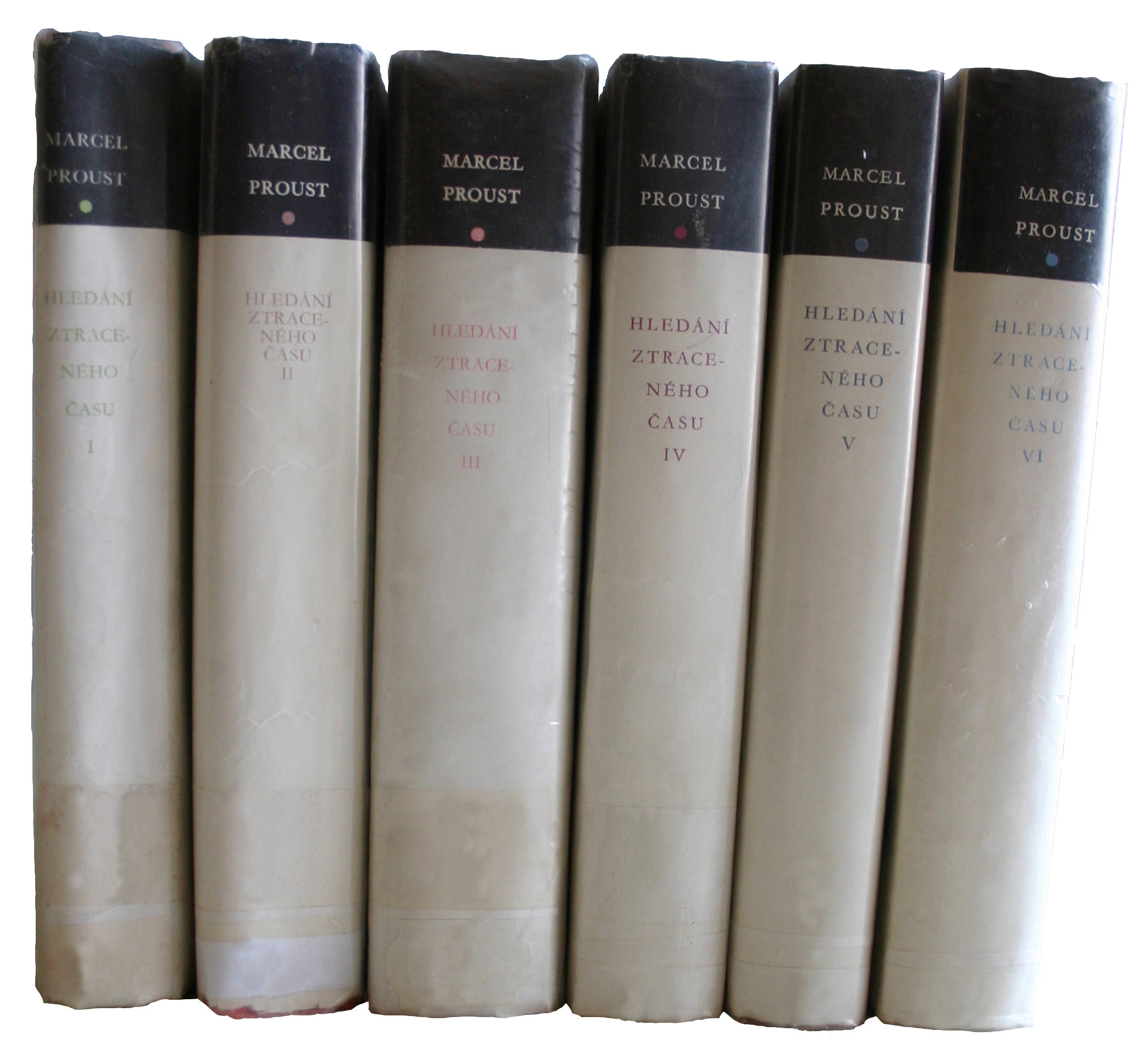
České vydání Proustova románu Hledání ztraceného času

Autobiografický román je román popisující vlastní život nebo životní skutečnost.
Není založený na fikci, ale na určitém reálném životopisném prvku. Autor se vrací k nějaké životní zkušenosti, kterou chce poukázat na minulost. Na její negativní nebo pozitivní vliv. Protože ale i reálné postavy a události v románu popsané jsou vždy pouze literárními postavami, mluvíme většinou o románu s autobiografickými prvky.
Příkladem je román Kluci a holky, když jsou spolu Williama Saroyana nebo Zkouška dospělosti Vladimíra Pazorka.